# La donna del destino
La donna del destino (Designing Woman) è un film del 1957 diretto da Vincente Minnelli.

## Trama
Mentre si trova in vacanza in California, il reporter sportivo Mike Hagen incontra una bella disegnatrice di moda, Marilla. Un vero e proprio colpo di fulmine per tutti e due e dopo soli pochi giorni, la coppia d'innamorati decide di sposarsi. Quasi subito, però, Mike scopre di avere molto poco in comune con lei. Marilla è abituata a frequentare sofisticati ambienti teatrali o legati al mondo della moda; Mike, al contrario, vive come uno scapolo incallito, girando per gli Stati Uniti al seguito degli avvenimenti sportivi, inviato dal giornale per cui lavora. Gli appartamenti dei due riflettono il diverso stile di vita: belle stanze accuratamente arredate, comode e accoglienti per Marilla; un appartamentino disordinato per il reporter la cui vita sociale consiste in gran parte in nottate passate a giocare a poker con i colleghi. Marilla cerca di condividere gl'interessi di Mike, seguendolo alle partite; lui, quelli della moglie, ma il balletto o le commedie lo annoiano.

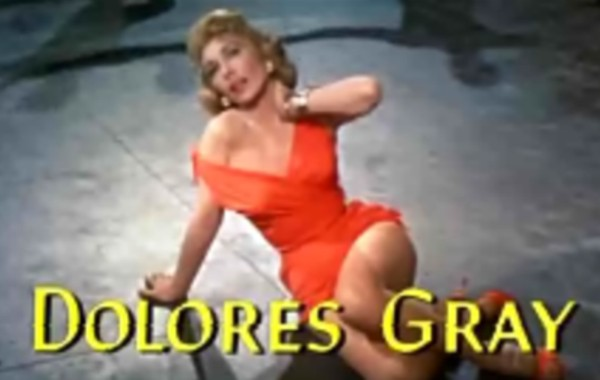
Lori Shannon, la bella bionda

Marilla, oltretutto, diventa sospettosa quando trova la foto di una splendida bionda, ex amichetta di Mike, che lui continua a frequentare. Nel frattempo, il mondo dello sport diventa pericoloso per il reporter, che denuncia Martin Daylor, un disonesto promoter del pugilato. Minacciato da costui, Mike trova una guardia del corpo in Maxie Stultz, un pugile suonato che lo accompagna dappertutto. Non raccontando niente alla moglie, si trova a creare equivoci e incomprensioni a ripetizione. Alla fine, mentre la moglie lavora in casa insieme a un gruppo di artisti, Mike viene aggredito: saranno proprio i tanto disprezzati "artisti", considerati poco più che donnicciole dal macho reporter, a salvarlo con un'elegante rissa che avrà ragione dei brutali picchiatori di Martin Daylor.
Le varie fasi del film vengono anticipate dal breve commento di una voce narrante in prima persona: ora quella di lui, ora quella di lei, altre volte quella di altri protagonisti del film.
Jack Cole, famoso coreografo, di cui Minnelli era un grande ammiratore, interpreta uno dei ruoli di supporto

## Produzione
Il film fu prodotto dalla MGM e venne girato negli studi della Metro Goldwyn Mayer al 10202 W. Washington Blvd. di Culver City e al Beverly Hills Hotel & Bungalows - 9641 Sunset Blvd., Beverly Hills.

## Distribuzione
Il film uscì in prima il 16 maggio 1957 a New York.

### Date di uscita
- USA	16 maggio 1957	 (New York City, New York)
- Svezia	29 luglio 1957
- Finlandia	1º novembre 1957
- Francia	22 novembre 1957
- Austria	febbraio 1958
- Giappone	20 maggio 1958
- Germania Ovest	31 dicembre 1958
- Danimarca	5 ottobre 1959

Alias
- Designing Woman	USA (titolo originale)
- A Mulher Modelo	Portogallo
- Ask arzulari	Turchia (titolo Turco)
- Förlåt, vi är visst gifta...	 Svezia
- Formatervezett nö	 Ungheria
- Gynaika mou, ego ki o peirasmos	Grecia
- La donna del destino	Italia
- La Femme modèle	Francia
- Mi desconfiada esposa	Spagna
- Mieheni entinen	Finlandia
- Min kone er på krigsstien	Danimarca
- Warum hab' ich ja gesagt!	Germania Ovest
- Warum hab' ich ja gesagt?	Austria
- Zona modna	Polonia

## Riconoscimenti
- Premi Oscar 1958
  - Oscar alla migliore sceneggiatura originale